# ERF Medien Österreich

Logo von ERF Medien Österreich

ERF Medien Österreich ist ein in Österreich eingetragenes Medienunternehmen in Form einer GmbH. Das Unternehmen produziert ein Radioprogramm und ist an der Gestaltung von ERF Plus beteiligt. ERF Plus ist ein Programmradio und bringt Themen wie Kultur und Gesellschaft, Lebensgeschichten, Lebenshilfe und aktuelle Berichte. NOW Radio ist ein durchhörbares musikorientiertes Programm und richtet sich an ein jüngeres Publikum. Es präsentiert kurze Impulse zu christlichen Themen. Der Großteil des Programms besteht aus christlicher Popmusik. Beide Radioprogramme sind über DAB+, Webradio, und Kabelnetz empfangbar. ERF Medien Österreich produziert auch Websites und eine Zeitschrift mit christlichen Inhalten. Der Sender gibt an, alle Programme, Webseiten und Zeitschriften seien überkonfessionell ausgerichtet. Geschäftsführer ist seit 2011 Matthias Gerwinat. Das Unternehmen beschäftigt nach eigenen Angaben ein kleines Team von Mitarbeitern und wird darüber hinaus von Ehrenamtlichen unterstützt. Geschäftsführer ist Matthias Gerwinat, ERF-Plus-Redakteur ist Björn Korf, NOW-Radio-Redakteurin ist Caroline-Strauss-Heinz.

## Geschichte
Der „ERF Österreich“ wurde im September 1981 als eingetragener Verein in St. Pölten gegründet. Erster Vorsitzender des Vereins war Werner Krömer. 1984 bezog der ERF ein Haus in Perchtoldsdorf.
Erste Ausstrahlungen begannen 1983 über den  italienischen Sender Radio-Valcanale. In den Jahren 1985 und 1986 produzierte der ERF Sendungen für Radio Zirog, die von Südtirol aus nach Innsbruck ausgestrahlt wurden. Seit 1992 können die Sendungen des ERF auch über Satellit (Astra) empfangen werden. Ab 1993 wird täglich über Mittelwelle auf Radio Tirana die Sendereihe „Die Radioperspektive“ ausgestrahlt, die ein Jahr später ebenfalls über Astra empfangen werden kann. Seit 1994 bietet ERF Österreich einen 24h-Hörfunkkanal auf dem  Satelliten Astra an. Auch über einige Kabelnetze ist der ERF in Österreich zu empfangen, so seit 1997 in Innsbruck. Regional sind einzelne Programme des ERF in verschiedenen Gegenden zu empfangen, z. B. in Salzburg (Radiofabrik), in Radenthein, sowie über Njoy Radio  und A1 Radio. 2006 bemühte sich der ERF um eine UKW-Frequenz in Wien, was jedoch abgelehnt wurde.
Die Radioarbeit wurde über Jahre unterstützt durch die Programmzeitschrift Antenne, die im Jahr 2008 durch das Magazin Mehr ersetzt wurde. Die Arbeit im Internet begann im Jahr 2000, als www.erf.at online ging.
Im Jahr 2013 wurde der Verein aufgelöst und als Medienunternehmen neugegründet. Es hat mit seinem Programm NOW Radio, das bisher im Internet und im Österreichischen Kabelnetz der A1 Telekom Austria vertreten ist, am DABplus-Neustart in Wien teilgenommen. Zwischenzeitlich sind die Programme ERF Plus Österreich im DAB+-Bundesmux auf Kanal 5B in weiten Teilen Österreichs und NOW Radio im Wiener DAB+-Multiplex im Regelbetrieb zu empfangen. Die Lizenz der KommAustria dafür wurde im März 2016 erteilt.

## Zielsetzung
Ziel des gemeinnützigen Unternehmens ist, das „Evangelium von Jesus Christus und christliche  Werte in Radio, Fernsehen, Print- und Internetmedien zu veröffentlichen“.
Die Radiosendungen des ERF Österreich werden für verschiedene Alters- und Zielgruppen produziert.

## Kooperationen
ERF Österreich steht in enger Kooperation mit der Partnerorganisation Trans World Radio (TWR). Der ERF produziert seine Sendungen in Zusammenarbeit mit ERF Deutschland, Schweiz und Südtirol. Einzelne Lokalradios (Radiofabrik, A1 Radio, Njoy) übernehmen wöchentliche Sendungen des ERF.

## Finanzierung
Der ERF Österreich wird finanziert durch Spenden und Transferleistungen vom ERF Deutschland.